# (18158) Nigelreuel
(18158) Nigelreuel est un astéroïde de la ceinture principale d'astéroïdes.

## Description
(18158) Nigelreuel est un astéroïde de la ceinture principale d'astéroïdes. Il fut découvert le 1er août 2000 à Socorro (Nouveau-Mexique) par le projet LINEAR. Il présente une orbite caractérisée par un demi-grand axe de 2,41 UA, une excentricité de 0,13 et une inclinaison de 7,2° par rapport à l'écliptique.

## Compléments